# توم كوتر
توم كوتر (بالإنجليزية: Tom Cotter)‏ هو لاعب كرة قاعدة أمريكي، ولد في 30 سبتمبر 1866 في والثام في الولايات المتحدة، وتوفي في 22 نوفمبر 1906 في بروكلين في الولايات المتحدة.

## وصلات خارجية
- توم كوتر على موقعبيزبول رفرنس.كوم (الدوري الرئيسي) (الإنجليزية)
- توم كوتر على موقعبيزبول رفرنس.كوم (الدوري الثانوي) (الإنجليزية)